# Кренстон (Род-Айленд)
Кренстон (англ. Cranston) — місто (англ. city) в США, в окрузі Провіденс штату Род-Айленд. Населення — 82 934 особи (2020).

## Географія
Кренстон розташований за координатами 41°46′11″ пн. ш. 71°29′6″ зх. д. / 41.76972° пн. ш. 71.48500° зх. д. (41.769734, -71.485049). За даними Бюро перепису населення США в 2010 році місто мало площу 77,54 км², з яких 73,40 км² — суходіл та 4,15 км² — водойми.[джерело?]

## Демографія

### Перепис 2010
Згідно з переписом 2010 року, у місті мешкало 80 387 осіб у 31 012 домогосподарствах у складі 19 953 родин. Густота населення становила 1037 осіб/км². Було 33117 помешкань (427/км²).
Расовий склад населення:
| - 81,9 % — білих - 5,3 % — чорних або афроамериканців - 5,2 % — азіатів - 0,3 % — корінних американців - 0,1 % — вихідців з тихоокеанських островів - 4,6 % — осіб інших рас |

До двох чи більше рас належало 2,7 %. Частка іспаномовних становила 10,8 % від усіх жителів.
За віковим діапазоном населення розподілялося таким чином: 20,4 % — особи молодші 18 років, 64,3 % — особи у віці 18—64 років, 15,3 % — особи у віці 65 років та старші. Медіана віку мешканця становила 40,8 року. На 100 осіб жіночої статі у місті припадало 97,7 чоловіків; на 100 жінок у віці від 18 років та старших — 96,4 чоловіків також старших 18 років.
Середній дохід на одне домашнє господарство становив 76 202 долари США (медіана — 59 701), а середній дохід на одну сім'ю — 89 945 доларів (медіана — 78 125). Медіана доходів становила 51 051 долар для чоловіків та 47 207 доларів для жінок. За межею бідності перебувало 11,6 % осіб, у тому числі 17,7 % дітей у віці до 18 років та 10,1 % осіб у віці 65 років та старших.
Цивільне працевлаштоване населення становило 38 830 осіб. Основні галузі зайнятості: освіта, охорона здоров'я та соціальна допомога — 27,6 %, роздрібна торгівля — 12,9 %, виробництво — 11,0 %, науковці, спеціалісти, менеджери — 9,6 %.

### Перепис 2000
За даними перепису 2000 року
на території муніципалітету мешкало 79 269 людей, було 30 954 садиб.
Густота населення становила 1.071,3 осіб/км². З 30 954 садиб у 28,7 % проживали діти до 18 років, подружніх пар, що мешкали разом, було 49,2 %,
садиб, у яких господиня не мала чоловіка — 12,5 %, садиб без сім'ї — 34,6 %.
Власники 13,1 % садиб мали вік, що перевищував 65 років, а в 29,4 % садиб принаймні одна людина була старшою за 65 років. Кількість людей у середньому на садибу становила 2,41, а в середньому на родину 3,01.
Дохід на душу населення був 21 978 доларів. Приблизно 5,6 % родин та 7,3 % населення жили за межею бідності.
Медіанний вік населення становив 39 років. На кожних 100 жінок віком понад 18 років припадало 95,9 чоловіка.

## Відомі люди
- Роберт Олдріч (1918—1983) — американський кінорежисер, сценарист і продюсер.